# 邵姓
邵姓，中文姓氏之一，在《百家姓》中排名第102。
2006年邵姓人口在中国大陆排名第84。

## 起源
- 出自姬姓
  - 周朝大臣召康公因食邑于召，被称為召公或召伯。《氏族博考》载：“召与邵，春秋本一姓，后分为二。汝南、安阳之族皆从邑。”

- 出自芈姓
  - 楚昭王之后有邵姓。

- 出自部落
  - 商朝时，在今河南鄢城一带有一支部落，称召方。商末周国兴起，周文王封其姬奭于召，史称召公奭，召方族人归顺于周。其後「召」改為「邵」。

## 播迁
自秦漢以來，邵姓主要散居於河南，在安阳、汝南、南阳等地形成望族。自西晋末年始，邵姓开始南迁，最远到达福建、广东等地。唐时有诗人邵谒，為广东韶州翁源人。宋明时期，邵氏还分布于今天的浙江、江西、湖北、陕西、山西等地。从清代开始，有邵氏迁至台湾。
如今邵姓在中国分布较广，尤以江苏、山东、甘肃、安徽、湖北等省为多。5省的邵姓约占到全国汉族邵姓人口的56%。

## 地名
- 邵家楼村，中华人民共和国湖北省襄阳市谷城县石花镇下辖的村